# Luis Silva (cantante)
Luis Felipe Silva Pérez (Santa Rosa, Estado Barinas; 5 de diciembre de 1962) es un cantante venezolano de música llanera, conocido en los medios artísticos como El Barinés de Oro.
Silva se crio en el seno de una familia extensa compuesta por ocho hermanos, en medio de la exuberancia de las llanuras. Desde sus primeros años, manifestó un profundo interés por la música llanera. A la edad de 12 años, compuso su primera canción, titulada «El Corderito».

## Carrera musical
Luis Silva inició su carrera a finales de la década de 1980 como intérprete de música folclórica, alcanzando el reconocimiento como "Mejor Cantante de Música Criolla" en 1993. En el año 2001, fundó una orquesta compuesta por dieciséis músicos.
El repertorio musical de Luis Silva incluye diversas canciones, entre las cuales se encuentran: «Como no voy a decir», «Enfermo de amor», «El barinés», «Ella o él», «La diosa y el pecador», «Cuando vuelvas», «Romance quinceañero», «Gracias a ti», «Linda mujer de mi pueblo», «Potro», «Sabana y amor» y «Enamorado de ti». También interpretó el tema «A quién no le va a gustar», autoría de Cheo Hernández Prisco.  
En 1994, Silva experimentó su primera incursión internacional al representar a Venezuela en el Festival OTI de la Canción, celebrado en la ciudad de Valencia, España, donde obtuvo el tercer lugar con su interpretación de «Enfurecida». Tanto Luis Silva como el creador del tema, Joel Leonardo, fueron nominados al premio ACCA otorgado por la Asociación de Compositores de Miami. El álbum internacional de Luis Silva generó significativos éxitos. En este último incursiona en la balada.
La versión de «Te he prometido» del reconocido cantante argentino Leo Dan alcanzó el primer lugar en las listas radiales, al igual que la canción «La Distancia y Tú», que sirvió como tema musical de la telenovela "Volver a vivir" de RCTV.
En 2022 celebró 40 años de vida artística, recordando todos sus grandes éxitos, para el año 2024 se posicionó como el cantante de música llanera más escuchado en Spotify

## Discografía
Las Producciones discográficas de estudio son:
| Año  | Título                    | Discográfica          |
| 1982 | Cimarrón                  | Top-Hits 102-07303    |
| 1983 | Así Soy Yo...             | Araguaney 102-19048   |
| 1984 | Lo Que Más Quiero         | Araguaney 102-19069   |
| 1986 | Alguien Te Espera         | Araguaney 102-19076   |
| 1987 | A Quien No Le Va A Gustar | Combo Records 332068  |
| 1989 | Sangre Azul               | Combo Records 33209-L |
| 1991 | Y Sus Canciones...        | Paso Real PR-70503    |
| 1993 | Sencillo                  | Paso Real PR-0004     |
| 1994 | Enamorado De Ti           | Sonográfica 10.400-L  |
| 1995 | Internacional             | Sonográfica 10.428-O  |
| 1997 | De Vuelta A Mis Raíces    | Sonográfica 10.468    |
| 1999 | El Caminante              | Sonográfica           |
| 2004 | Sabana                    | Sonográfica           |
| 2006 | Estirpe Que No Se Vende   | Sonográfica           |
| 2009 | Recuerdos                 | Sonográfica           |
| 2013 | Soy Venezuela             | Mangoestudios         |

## Recopilatorio y contribuciones con otros artistas
Producciones compuestas de temas grabados anteriormente.
| Año  | Título                                    | Discográfica          |
| 1992 | Mis Canciones                             | Paso Real CD-PR-0001  |
| 1996 | La Leyenda Viva!                          | Musart/Balboa/TH      |
| 1997 | 20 Grandes Éxitos                         | Top-Hits/Balboa       |
| 1998 | 16 Grandes Éxitos                         | Sonográfica           |
| 2000 | 32 Grandes Éxitos Serie 32                | Universal/Sonográfica |
| 2004 | Colección De Hierro                       | Top-Hits/Balboa       |
| 2004 | 18 Grandes Éxitos Serie Lo Máximo         | Sonográfica           |
| 2006 | Mano a Mano (Serie Lo Máximo)             | Sonográfica           |
| 2007 | Luis Silva Serie Yo Soy Venezuela         | CDDVD                 |
| 2008 | Hits                                      | EMI Latin             |
| 2008 | Solo Éxitos Vol.1                         | Sonográfica           |
| 2008 | Solo Éxitos Vol.2                         | Sonográfica           |
| 2015 | Solo Éxitos Serie Premium                 | Sonográfica           |
| 2015 | Reynaldo A. & Luis Silva (Serie Platinum) | Sonográfica           |
| 2016 | Luis Silva Serie Grandes Éxitos           | CDDVD                 |

## En Vivo
- En Vivo
- En Vivo Vol, 2